# Kamilo Horvatin
Kamilo Horvatin (Varaždin, 18. srpnja 1896. – SSSR, 1938.), hrvatski političar i publicist.

## Životopis
Kamilo Horvatin rođen je u Varaždinu. Trgovačku školu polazio je u Zagrebu. Bio je sudionik atentata na kraljevskog komesara (povjerenika) Cuvaja. Jedan je od organizatora komunističke partije. Izabran je za gradskog zastupnika u Zagrebu. Bio je glavni urednik lista Borba, jedan od vođa lijeve nacionalno-demokratske frakcije u KPJ. Bio je predavač na prvoj političkoj školi KPJ u Zagrebu (1919. – 1920.), sekretar Pokrajinskog sekretarijata za Hrvatsku i Slavoniju, član CK KPJ i njegova Politbiroa te Predstavništva KPJ u Kominterni. Od 1929. godine bio je u emigraciji te je nestao u staljinističkim čistkama. Vojni kolegij Vrhovnog suda SSSR posmrtno ga je rehabilitirao 1963. godine.,
Lik je revolucionara iz Krležinih "Zastava".